# Єролім Каванін
Єролім Каванін (хорв. Jerolim Kavanjin; 4 лютого 1641 — 29 листопада 1714) — далматійський поет часів бароко.

## Життєпис
Походив з похорваченої італійської родини. Його предками були Кабалліні. Народився у 1641 році у м. Спліт, що на той час належав Венеціанській республіці. Спочатку навчався у місцевій школі, після чого продовжив навчання у Зарському колегіумі (сучасне м. Задар, Хорватія). Після проходження навчального курсу залишся тут викладачем юридичних наук.
Після повернення до рідного міста отримав посаду міського судді. Брав участь у битві хорватів з турками у Кастелново у 1687 році. Після того, як полишив посаду тривалий час мешкав у своєму маєтку на острові Брач. Помер у Спліті у 1714 році.

## Творчість
У молодості складав еротичні пісні та дидактичні вірші, але до нас дійшли лише його твір італійською — «Informazione circa Spalato a la chiesa metropolitana» та хорватською мовами — «Повість про багатство та бідність» (1710–1711 роки). Остання видана у 1861 році.
Ця поема є обробкою біблейської притчі про Лазаря, написана за обсягом (30 пісень у 32658 віршах) займає чи не перше місце між поетичними творами далматинців. У ній викладено спочатку думки автора про шкоду багатства, як джерела всіх смертних гріхів; про користь бідності і простого сільського життя; потім виводяться славні мужі і дружини слов'янського світу, папи римські слов'янського походження, далі йдуть міркування про святих і святинях слов'янських земель, про мудрість, терпінні, значення чернецтва і славу єзуїтського ордену, описуються пекельні муки грішників. Поема завершується зображенням Страшного Суду.